# Potražnja
Potražnja predstavlja količinu robe koju su potrošači spremni da kupe.
U ekonomskoj teoriji na nju deluju ukus potrošača i mogućnosti da proizvod kupe. Želja za posedovanjem robe određuje spremnost da se ta roba i kupi po određenoj ceni, a mogućnost potrošača određena je količinom novca ili prihoda da se taj proizvod po određenoj ceni i kupi.
Faktori potražnje zavise od tržišne cene, visoka ili niska cena utiču na to da li će potražnja biti manja ili veća. Cena nije jedini faktor koji utiče na to da li će proizvod biti kupljen ili ne.
Teorija tražnje je osnova uspešnog poslovanja. Cilj teorije tražnje je da identifikuje i analizira faktore koji utiču na potraznju potrošača.
Osnovni faktori koji utiču na potražnju:
- Preferencije potrošača
- Kupovna moć potrošača
- Poverenje potrošača u budućnost
- Cene drugih dobara i usluga

Cenovna elastičnost tražnje se definiše kao promena u traženoj količini kroz promenu u ceni, obe izražene u procentima.
Ep=%ΔQ/%ΔP